# أوليفر ستيفيتش
أوليفر ستيفيتش (بالصربية: Оливер Стевић) مواليد 18 يناير 1984 في نوفا جوريتسا، سلوفينيا، جمهورية يوغوسلافيا الاشتراكية الاتحادية، هو لاعب كرة سلة صربي. بدأ مسيرته الاحترافية في سنة 2003. يلعب مع نادي أندورا لكرة السلة في الدوري الإسباني لكرة السلة.

## المسيرة الاحترافية
لعب مع نادي فوتسوافك لكرة السلة في سنة 2008، ثم لعب مع نادي ريد ستار لكرة السلة في موسم 2009–2010، ثم لعب مع إي دبليو إي باسكتس أولدنبورغ في الدوري الألماني في موسم 2010–2011، ثم لعب مع بلباو باسكت في الدوري الإسباني في سنة 2011، ثم لعب مع نادي كازالي لكرة السلة في موسم 2011–2012، ثم لعب مع نادي جلونا غورا لكرة السلة في موسم 2012–2013.

## روابط خارجية
- أوليفر ستيفيتش على موقع الدوري الأوروبي لكرة السلة (الإنجليزية)
- أوليفر ستيفيتش على موقع الدوري الإسباني لكرة السلة (الإسبانية)
- أوليفر ستيفيتش على موقع كرة السلة الأوروبية.كوم (الإنجليزية)
- أوليفر ستيفيتش على موقع ريلجم (الإنجليزية)
- أوليفر ستيفيتش على موقع بروبوليرز (الإنجليزية)
- أوليفر ستيفيتش على موقع سبورتس رفرنس (الإنجليزية)